# Хуайхуа
Хуайхуа (кит. спр. 怀化市, піньїнь: Huáihuà Shì) — місто-округ в китайській провінції Хунань. 

## Географія
Хуайхуа розташовується у горах Уліншань на заході провінції, лежить на річці Юань.

### Клімат
Місто знаходиться у зоні, котра характеризується вологим субтропічним кліматом. Найтепліший місяць — липень із середньою температурою 27.7 °C (81.9 °F). Найхолодніший місяць — січень, із середньою температурою 5.1 °С (41.2 °F).
| Клімат Хуайхуа          | Клімат Хуайхуа | Клімат Хуайхуа | Клімат Хуайхуа | Клімат Хуайхуа | Клімат Хуайхуа | Клімат Хуайхуа | Клімат Хуайхуа | Клімат Хуайхуа | Клімат Хуайхуа | Клімат Хуайхуа | Клімат Хуайхуа | Клімат Хуайхуа | Клімат Хуайхуа |
| Показник                | Січ.           | Лют.           | Бер.           | Квіт.          | Трав.          | Черв.          | Лип.           | Серп.          | Вер.           | Жовт.          | Лист.          | Груд.          | Рік            |
| Середня температура, °C | 5,1            | 6,3            | 10,8           | 16,6           | 21,3           | 24,6           | 27,7           | 27,4           | 23,4           | 17,9           | 12,4           | 7,2            | 16,7           |
| Норма опадів, мм        | 45.1           | 57.2           | 89.3           | 178.8          | 221.1          | 206.9          | 111.9          | 122.3          | 69             | 105.6          | 75.2           | 39.4           | 1321.8         |
| Днів з опадами          | 15,4           | 14,2           | 18,2           | 19,5           | 18,6           | 16,3           | 11,9           | 12,4           | 10,4           | 15,3           | 15,4           | 14,6           | 182,2          |
| Вологість повітря, %    | 75.6           | 77.3           | 78             | 78.5           | 79.1           | 79.8           | 75.4           | 74.6           | 74             | 76.4           | 77.2           | 75.3           | 76.8           |
| ----------------------- | -------------- | -------------- | -------------- | -------------- | -------------- | -------------- | -------------- | -------------- | -------------- | -------------- | -------------- | -------------- | -------------- |
| Джерело: Weatherbase    |                |                |                |                |                |                |                |                |                |                |                |                |                |

## Адміністративний поділ
Міський округ поділяється на 1 район, 1 міський повіт та 10 повітів (п'ять з них є автономними):
| Карта | Карта            | Карта              | Карта            |
| --- | ---------------- | ------------------ | ---------------- |
| Юаньлін Ченьсі Сюйпу Маян- · Мяо ① Чжунфан Хунцзян Чжицзян- · Дун Хуейтун Сіньхуан-Дун Цзінчжоу- · Мяо-Дун Тундао-Дун ① Хечен |                  |                    |                  |
| Статус | Назва            | Оригінал           | Населення (2020) |
| Район | Хечен            | 鹤城区             | 712 584          |
| Місто | Хунцзян          | 洪江市             | 398 710          |
| Повіт | Сюйпу            | 溆浦县             | 757 797          |
| Повіт | Хуейтун          | 会同县             | 291 067          |
| Повіт | Ченьсі           | 辰溪县             | 407 578          |
| Повіт | Чжунфан          | 中方县             | 233 378          |
| Повіт | Юаньлін          | 沅陵县             | 510 054          |
| Автономний повіт | Маян-Мяо         | 麻阳苗族自治县     | 313 305          |
| Автономний повіт | Сіньхуан-Дун     | 新晃侗族自治县     | 220 775          |
| Автономний повіт | Тундао-Дун       | 通道侗族自治县     | 201 047          |
| Автономний повіт | Цзінчжоу-Мяо-Дун | 靖州苗族侗族自治县 | 233 638          |
| Автономний повіт | Чжицзян-Дун      | 芷江侗族自治县     | 307 661          |